# Meliapor

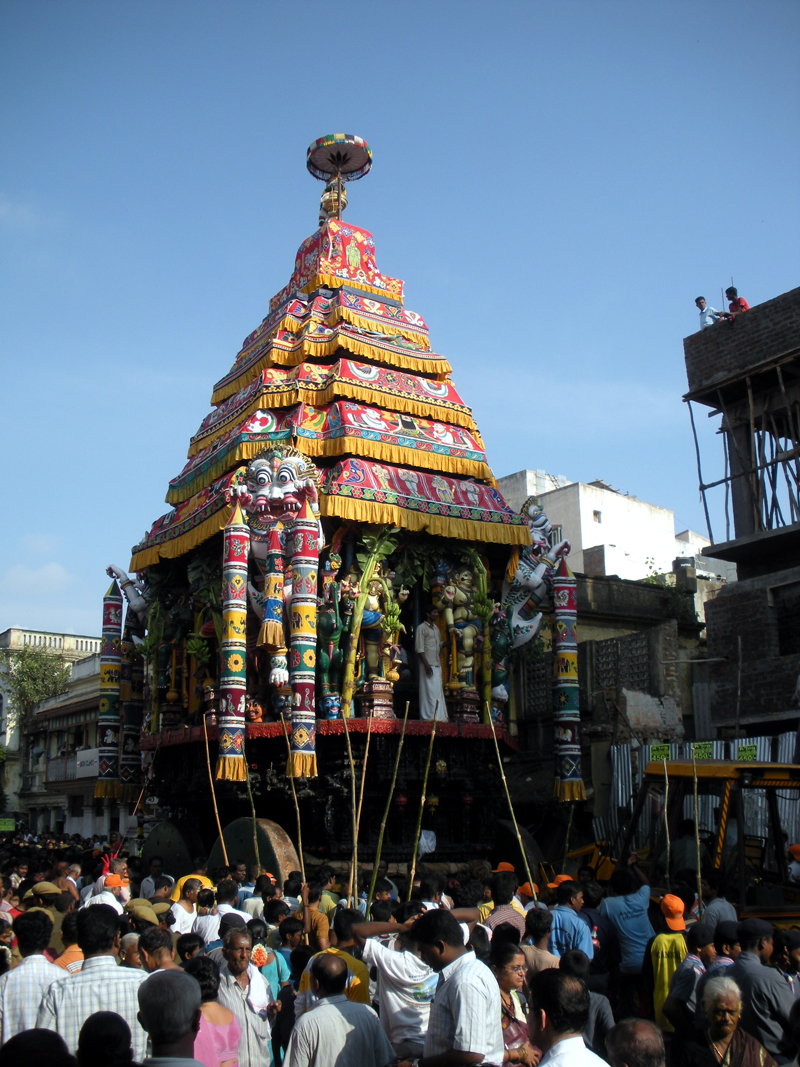
Culto hindú en Meliapor

Meliapor o Mylapore (en tamil: மயிலாப்பூர் y (en portugués)) fue una ciudad importante en la costa de Coromandel, que hoy está incorporada a la metrópolis de Chennai en India, de la cual es uno de los distritos centrales.
La etimología de Meliapor se remonta al pavo real (en tamil, mayil), el vehículo tradicional del dios hindú Murugan, hijo de Shiva. El pavo real también está asociado con la diosa Parvati, la esposa de Shiva, y también es posible que los pavos reales salvajes vivieran alguna vez en los alrededores.
En Meliapor existe hoy un importante templo de Shiva, el templo de Kapaleeswarar, cuyos orígenes se remontan a la era pallava (alrededor del siglo VII). El templo recibe su nombre de los poetas Nayanar de la época, quienes sin embargo lo ubican a la orilla del mar, mientras que hoy se encuentra claramente en el interior y sus características arquitectónicas no datan del siglo XVI. Se cree que el templo original fue destruido por los portugueses u otras causas y reconstruido más al interior.
Los primeros indicios de la existencia de un pueblo en Meliapor se remontan al menos al siglo I a. C. La tradición cristiana cuenta que el apóstol Tomás recibió una bienvenida del gobernante de Meliapor y luego fue asesinado en una colina cercana, donde hoy se encuentra una basílica construida por los portugueses en 1523 y reconstruida en estilo neogótico en 1896.
De 1523 a 1749, Meliapor fue una colonia portuguesa con el nombre de São Tomé de Meliapor. Sólo durante unos veinte años, de 1662 a 1687, estuvo ocupada temporalmente por los franceses. En 1749 pasó a estar bajo control británico y se incorporó a la Presidencia de Madrás, la ciudad que se estaba desarrollando unos kilómetros al norte.
Dentro del distrito de Meliapor se encuentra la basílica de Santo Tomé, construida sobre la tumba del apóstol Tomás, que es una basílica menor católica ubicada en Santhome. Se cree tradicionalmente que Tomás navegó a Muziris en la actual Kerala en el año 52. Se cree que los cristianos de Santo Tomás o los cristianos nasraníes de Kerala fueron convertidos por santo Tomás. La tradición dice que Tomás fue asesinado en 72 CE en Meliapor y su cuerpo fue enterrado aquí. Sus reliquias fueron trasladadas a Edesa en el siglo III. La basílica de San Tomás fue construida sobre su tumba original en el siglo XVI por exploradores portugueses y reconstruida con el estatus de catedral por los británicos en 1893, que aún se mantiene en pie. La basílica de San Tomá es la iglesia principal de la arquidiócesis de Madrás y Meliapor. En 1956 el papa Pío XII elevó la iglesia al estado de basílica menor, y el 11 de febrero de 2006, fue declarada santuario nacional por la Conferencia de Obispos Católicos de la India. Es un importante centro de peregrinación para los cristianos sirios de Kerala. La iglesia también tiene un museo adjunto.